# Фенвуд (Вісконсин)
Фенвуд (англ. Fenwood) — селище (англ. village) в США, в окрузі Марафон штату Вісконсин. Населення — 141 особа (2020).

## Географія
Фенвуд розташований за координатами 44°51′57″ пн. ш. 90°0′52″ зх. д. / 44.86583° пн. ш. 90.01444° зх. д. (44.865784, -90.014543).  За даними Бюро перепису населення США в 2010 році селище мало площу 2,56 км², уся площа — суходіл.

## Демографія
Згідно з переписом 2010 року, у селищі мешкали 152 особи в 64 домогосподарствах у складі 43 родин. Густота населення становила 59 осіб/км².  Було 67 помешкань (26/км²).
Расовий склад населення:
| - 97,4 % — білих |

До двох чи більше рас належало 2,0 %. Частка іспаномовних становила 2,6 % від усіх жителів.
За віковим діапазоном населення розподілялося таким чином: 19,7 % — особи молодші 18 років, 71,7 % — особи у віці 18—64 років, 8,6 % — особи у віці 65 років та старші. Медіана віку мешканця становила 41,0 року. На 100 осіб жіночої статі у селищі припадало 111,1 чоловіків;  на 100 жінок у віці від 18 років та старших — 114,0 чоловіків також старших 18 років.
Середній дохід на одне домашнє господарство  становив 53 143 долари США (медіана — 55 625), а середній дохід на одну сім'ю — 59 188 доларів (медіана — 58 571). За межею бідності перебувало 7,4 % осіб, у тому числі 15,4 % дітей у віці до 18 років та 0,0 % осіб у віці 65 років та старших.
Цивільне працевлаштоване населення становило 83 особи. Основні галузі зайнятості: виробництво — 26,5 %, освіта, охорона здоров'я та соціальна допомога — 20,5 %, транспорт — 9,6 %, мистецтво, розваги та відпочинок — 9,6 %.